# Boeing 747–8

A világ legnagyobb repülőgépeinek méret szerinti összehasonlítása

A Boeing 747–8 szélestörzsű, nagy hatótávolságú, négyhajtóműves utasszállító repülőgép, a Boeing 747-es gépcsalád legújabb típusa, amelyet az amerikai Boeing cég gyárt. Hivatalos bejelentésére 2005. november 14-én került sor. A 747–8 a sikeres 747–400 továbbfejlesztetése, meghosszabbított repülőgéptörzzsel, újratervezett szárnyprofillal, és további hatékonyságjavító változásokkal, amiket az aerodinamikai és technológiai fejlődés tett lehetővé. A 447 696 kg maximális felszállótömegű 747–8 a legnehezebb repülő, amit amerikai repülőgépgyártó valaha is épített, legyen az kereskedelmi vagy katonai felhasználású, és a leghosszabb polgári utasszállító, 1,1 m-rel meghaladva az addigi leghosszabb Airbus A340–600-at.
A gép a 787 hajtómű és pilótafülke technológiáját és szárnyformáját használja, de a Boeing szerint az új design miatt csendesebb, gazdaságosabb és környezetbarátabb. A 747-8 mintegy 16%-kal üzemanyag-hatékonyabb, mint elődje, a 747-400.
Mivel nagyon hasonló a 747–400-as és A380 Airbus típusokhoz, a pilóták átképzése a típusra elméletileg kevesebb költséggel jár.
A 747-es gyártása 2023 januárjában ért véget, amikor az utolsó 747-8F-et átadták az Atlas Airnek.

### Jellemzők
A Boeing 747–8-as a Boeing 747-es aerodinamikusabb és technikailag továbbfejlesztett változata. A 747–8-as törzse a 747–400-ashoz képest 5,6 méterrel hosszabb. 76,25 méteres hosszával a világ jelenleg üzemelt leghosszabb törzsű utasszállító repülőgépe, a korábbi rekorder Airbus A340–600-asnál 0,95 méterrel hosszabb. 442 tonnás maximális felszállótömegével egyben az Egyesült Államokban gyártott legnehezebb repülőgép (ideszámítva a katonai repülőgépeket is).
Az előző 747–400-ashoz képest a 747–8-as szárnyát részben újratervezték. Az alapszerkezet és szárnynyilazás változatlan maradt, a szárnyprofil azonban vastagabb, a szárnyhúr hosszabb, a külső fékszárny három helyett kétszeresen réselt, a belső fékszárny kettő helyett egyszer réselt, a kilépőél és szárnyfül kompozitanyagokból készült.

## Üzemeltetők
Az utolsó gépet az Atlas Air kapta kézhez 2023. január 31-én. 2025. januárral a következő légitársaságok rendelték meg, illetve üzemeltetik a gépet:
| Eredeti megrendelés időpontja | Vásárló                     | 747–8I megrendelések | 747–8F megrendelések | Kiszállítások |
| ----------------------------- | --------------------------- | -------------------- | -------------------- | ------------- |
| 2005. november 15.            | Cargolux                    | –                    | 14                   | 14            |
| 2005. november 15.            | Nippon Cargo Airlines       | –                    | 8                    | 8             |
| 2006. május 30.               | Business Jet / VIP          | 8                    | –                    | 8             |
| 2006. szeptember 11.          | Atlas Air                   | –                    | 14                   | 14            |
| 2006. november 30.            | Volga-Dnepr Airlines        | –                    | 6                    | 6             |
| 2006. december 6.             | Lufthansa                   | 19                   | –                    | 19            |
| 2007. november 8.             | Cathay Pacific              | –                    | 14                   | 14            |
| 2009. december 7.             | Korean Air                  | 10                   | 7                    | 17            |
| 2012. szeptember 11.          | Air China                   | 7                    | –                    | 7             |
| 2012. november 27.            | Azonosítatlan vásárló(k)    | 2                    | 2                    | 4             |
| 2013. július 9.               | Silk Way West Airlines      | –                    | 5                    | 5             |
| 2014. október 10.             | AirBridgeCargo              | –                    | 7                    | 7             |
| 2016. október 27.             | UPS Airlines                | –                    | 28                   | 28            |
| 2017. augusztus 31.           | USAF (VC–25B Air Force One) | 2                    | –                    | 2             |
| 2017. szeptember 25.          | Qatar Airways               | –                    | 2                    | 2             |
| Összesen                      |                             | 48                   | 107                  | 155           |
| Összesen                      | 155                         |                      |                      | 155           |

## Fordítás
- Ez a szócikk részben vagy egészben  a   Boeing 747-8 című angol Wikipédia-szócikk fordításán alapul.  Az eredeti cikk szerkesztőit annak laptörténete sorolja fel. Ez a jelzés csupán a megfogalmazás eredetét és a szerzői jogokat jelzi, nem szolgál a cikkben szereplő információk forrásmegjelöléseként.